# Château de Paray
Le château de Paray est un édifice de la fin du XVIe siècle situé à Paray-le-Frésil, en France.

## Localisation
Le château est situé sur la commune de Paray-le-Frésil, dans le département de l'Allier, en région Auvergne-Rhône-Alpes. 

## Description
Le château actuel se présente comme un corps de bâtiment unique auquel a été ajouté un petit corps de bâtiment plus bas. Une tour carrée et une tour ronde marquent les extrémités sud-est et sud-ouest. Une autre tour ronde marque la limite entre le corps de bâtiment principal et le corps de bâtiment plus petit sur la façade est. Les maçonneries sont en briques polychromes rouges et bleues. À droite se dresse une tour carrée, vestige de l'ancien donjon médiéval.

## Historique
Le château est construit à la fin du XVIe siècle et remanié au XVIIIe siècle. Propriété de la famille d’Estutt de Tracy par une alliance avec la fille du grand argentier des ducs de Bourbon en 1640, il est resté dans la famille depuis cette époque.
La première gravure connue date du XVe siècle[réf. nécessaire] et le château est dans la famille depuis 1640, par le mariage d’Edmée de la Platière avec François d’Estutt, seigneur de Tracy.
En suivant la petite allée qui débouche sur la charmille, on arrive à la chapelle, construite en 1719 à l'occasion du mariage de Joseph d’Estutt de Tracy avec Charlotte Bénédicte Victoire Marion de Druy (voir les armoiries au-dessus de la porte d’entrée).
Depuis lors, le château de Paray ne quitta plus cette famille dont certains membres s'illustrèrent particulièrement, tel Antoine Destutt de Tracy,  (1754-1836) qui représenta la noblesse aux États Généraux et s'unit ensuite au tiers état. Commandant de cavalerie sous les ordres de la Fayette, il fut emprisonné en 1793. Élève de Buffon et de Lavoisier, il profita de ce repos forcé pour élaborer son système philosophique dit des « idéologues ». Sénateur inamovible jusqu'en 1814, il fit partie de l'Académie française.
Son fils Victor d’Estutt, marquis de Tracy (1781-1864), servit dans l'armée jusqu'en 1818, fut élu député de l'Allier et nommé ministre de la Marine en 1848. Agronome éclairé, il se consacra à la mise en valeur de la Sologne. Ami de Mathieu de Dombasle, il fut le premier à se servir de sa fameuse charrue.
En 1880, Jacques, marquis de Tracy, construisit une aile sur la façade d'arrivée qui doublait la taille de cette demeure.
Détruit en très grande partie par un incendie en novembre 1968, le château reconstruit par son propriétaire actuel, Claude, marquis de Tracy, a retrouvé ses proportions d'origine.
Puisant dans ses souvenirs de jeunesse, Georges Simenon invente que c'est dans ce château que le père de Maigret était régisseur et qu'est né son fils qui deviendra le célèbre commissaire Maigret,.
L'édifice est inscrit (éléments protégés : les façades et toitures du château et de ses communs) au titre des monuments historiques par arrêté du 18 décembre 1981.